# 윙버스
윙버스는 2005년 3월에 설립되어 2006년 1분기에 베타서비스를 오픈한 자유여행정보 온라인 서비스로 해외 주요 자유여행지들에 대한 여행정보, 미니가이드북과 서울맛집정보 등을 제공하였다.
NHN에서 2014년 3월 31일에 서비스 종료되었다.

## 정보 제공 지역
- 유럽 : 런던, 파리, 프라하, 로마, 베네치아, 바르셀로나, 뮌헨, 암스테르담, 산토리니
- 일본 : 도쿄, 요코하마, 오사카, 교토, 고베, 삿포로, 후쿠오카, 유후인, 하코네
- 아시아 : 베이징, 상하이, 홍콩, 싱가포르, 방콕, 제주도, 마카오
- 휴양지 : 푸켓, 파타야, 코사무이, 괌, 사이판, 하와이, 발리, 보라카이, 세부, 피지, 코타키나발루, 몰디브, 오키나와
- 남태평양 : 시드니, 뉴욕

## 특징
해외여행정보에는 각 도시별 맛집, 놀곳, 볼거리, 쇼핑스팟 들을 일목요연하게 정리하여 사용자의 평가와 사진, 리뷰를 받도록 되어 있었으며 각 지역별 인기호텔정보와 호텔예약가격비교 서비스도 제공하였다.
서울맛집은 서울의 주요 타운들에 대한 맛집정보를 다루고 있었으며, 기획성 기사인 특집리뷰를 정기적으로 업데이트했었다. 윙버스 서울맛집은 맛집들로부터 일체의 광고나 등록비용을 받지 않았다. 때문에 많은 서비스 이용자들의 충성도가 아주 높은 서비스이기도 했다.
주요 사용자층은 20~30대이며 여성:남성의 비율이 6:4 정도 되는 것으로 알려져 있다.